# Lavrica
Lavrica – wieś w Słowenii, w gminie Škofljica. W 2018 roku liczyła 3398 mieszkańców.